# Rio Taquari (Río Paraguay)
Der Rio Taquari ist ein ca. 763 km langer linker Nebenfluss des Río Paraguay in den Bundesstaaten Mato Grosso und Mato Grosso do Sul im Südwesten von Brasilien.

## Flusslauf
Der Rio Taquari entspringt in einem kleinen Feuchtgebiet nordwestlich der Kleinstadt Alto Taquari im äußersten Süden von Mato Grosso auf einer Höhe von etwa 850 m. Er wird schon nach 3 Kilometern von einem Damm zu einem kleinen Stausee aufgestaut. Der verläuft bis Flusskilometer 755 nach Süden und wendet sich anschließend nach Westen. Auf den ersten 23 Kilometern verläuft der Rio Taquari als Bach auf einer Hochfläche, im äußersten Südwesten der Cerrado. Er wird dabei von einem Galeriewald gesäumt. Die umgebende Landschaft ist weitgehend baumlos und von landwirtschaftlichen Nutzflächen bedeckt. Bei Flusskilometer 240 befindet sich ein Wehr. Unterhalb diesem führt ein Kanalsystem, an welches auch ein Stausee am Ribeirâo da Laje angeschlossen ist, zu einem noch im Bau befindlichen Wasserkraftwerk. Dieses nutzt das Gefälle am Südwesthang der Hochfläche aus. Der ursprüngliche Flusslauf führt durch eine Schlucht nach Süden. Der Rio Taquari trifft bei Flusskilometer 730 am Fuße des Hangs auf den von Osten kommenden Rio Furna. Der Rio Taquari wendet sich nun nach Westen. Er nimmt noch weitere Flüsse auf, die an den Hängen der Cerrado entspringen, darunter bei Flusskilometer 662 den Rio Ariranha von rechts. Wenige Kilometer weiter südlich befindet sich das Schutzgebiet Parque Estadual das Nascentes do Taquari. Zwischen der Einmündung des Rio Furna und der des Rio do Peixe bildet der Rio Taquari die Grenze zwischen Mato Grosso im Norden und Mato Grosso do Sol im Süden. Unterhalb der Einmündung des Rio do Peixe bei Flusskilometer 630 fließt der Rio Taquari in überwiegend westsüdwestlicher Richtung. Bei Flusskilometer 440 passiert der Rio Taquari die am rechten Flussufer gelegene Stadt Coxim. Dort trifft der Rio Coxim von Süden kommend auf den Fluss. Dieser setzt seinen Kurs nach Westen fort und durchquert im Unterlauf ein riesiges Sumpfgebiet, das Teil des Pantanal ist. Er spaltet sich dabei streckenweise in zwei Flussarme auf.  Es spalten sich mehrere Flussarme ab, die teils im Sumpfgebiet enden. Aufgrund einer Änderung des Flusslaufs heißt der Rio Taquari auf den letzten Kilometern auch Rio Negro. Der Rio Taquari trifft schließlich 28 km nordöstlich der Stadt Corumbá auf den Rio Paraguai-mirim, ein östlicher Flussarm des Río Paraguay. Früher verlief der Rio Taquari weiter südlich und mündete 50 km südlich seiner aktuellen Mündungsstelle oberhalb von Porto da Manga bei  in den Hauptfluss des Río Paraguay. Der alte Flusslauf ist noch weitgehend vorhanden, führt aber nur in der abflussreichen Zeit größere Wassermengen.

## Einzugsgebiet
Der Rio Taquari entwässert ein Areal von schätzungsweise 37.200 km². Der Rio Coxim mit seinem rechten Nebenfluss Rio Jauru bilden die wichtigsten Zuflüsse des Rio Taquari. Im Norden grenzt das Einzugsgebiet des Rio Taquari an das des Rio São Lourenço, im Nordosten an das des Rio Araguaia, im Osten an die der Flüsse Rio Corrente und Rio Aporé, beides Zuflüsse des Rio Paranaíba, im Südosten an die der Flüsse Rio Sucuriú, Rio Verde und Rio Pardo, alle drei Nebenflüsse des Río Paraná, sowie im Süden an das des Rio Aquidauana.

## Hydrologie
Der mittlere Abfluss am Pegel Coxim betrug im Zeitraum 1966–1978 264 m³/s. Das Einzugsgebiet am Pegel umfasst etwa 27.040 km². Der höchste mittlere monatliche Abfluss wurde im Februar mit 404 m³/s gemessen, der niedrigste im August mit 120 m³/s.
Mittlerer monatlicher Abfluss des Rio Taquari (in m³/s) am Pegel Coxim gemessen von 1966–1978: